# Parafia św. Mikołaja w Powitnie
Parafia św. Mikołaja w Powitnie − parafia rzymskokatolicka znajdująca się w archidiecezji lwowskiej w dekanacie Gródek.
Parafia nie posiada własnego proboszcza i jest administrowana przez proboszcza z parafii Iwano-Frankowe (Janów)